# Sarah Collins
Sarah Collins era uma estudante de Lake Mills, Wisconsin, que, juntamente com seu irmão Mason, alistou-se como soldado no regimento de Wisconsin durante a Guerra Civil Americana. Aos 16 anos de idade e orfã, e embora disfarçou-se como homem, cortando o seu cabelo e vestindo roupas masculinas, seu sexo era suspeito devido a forma como colocava seus sapatos e meias. Seu gênero foi descoberto antes que o regimento seguisse para o fronte.